# 渋川地区広域市町村圏振興整備組合
渋川地区広域市町村圏振興整備組合（しぶかわちくこういきしちょうそんけんしんこうせいびくみあい）は、群馬県渋川市、北群馬郡吉岡町及び榛東村の1市1町1村が設立している一部事務組合。

## 概要

### 事務所
- 渋川市石原1434-1

### 主な事務内容
- ふるさと市町村圏計画の策定及び事業の実施についての連絡調整
- ふるさと市町村圏計画における活動事業の実施事務
- 消防に関する事務（消防団及び水利施設に関する事務を除く。）
- ごみ処理施設の設置及び管理に関する事務
- し尿処理施設の設置及び管理並びにし尿の収集、運搬及び処分に関する事務
- 浄化槽の清掃並びに浄化槽汚泥の収集、運搬及び処分に関する事務
- 火葬場及び斎場の設置及び管理に関する事務（渋川広域斎場しらゆり聖苑）
- 夜間急患診療所の設置及び管理並びに救急医療対策補助事業に関する事務
- 職業訓練センターの設置及び管理に関する事務
- 運動場の設置及び管理に関する事務（渋川地区広域圏運動場）
- 火薬類取締法（昭和２５年法律第１４９号）に規定する知事の権限に属する事務のうち、関係市町村が処理することとされた事務
- ガス事業法（昭和２９年法律第５１号）、電気用品安全法（昭和３６年法律第２３４号）並びに液化石油ガスの保安の確保及び取引の適正化に関する法律（昭和４２年法律第１４９号）に規定する市長の権限に属する事務及び知事の権限に属する事務のうち関係市町村が処理することとされた事務

### 組織
- 組合議会
  - 議員定数：15人（渋川市：9人、吉岡町：3人、榛東村：3人）
- 執行機関
  - 管理者（渋川市長）
  - 副管理者：3人（吉岡町長及び榛東村長並びに渋川市副市長）
  - 会計管理者：1人（渋川市の会計管理者）
  - 監査委員：2人

## 常備消防事務

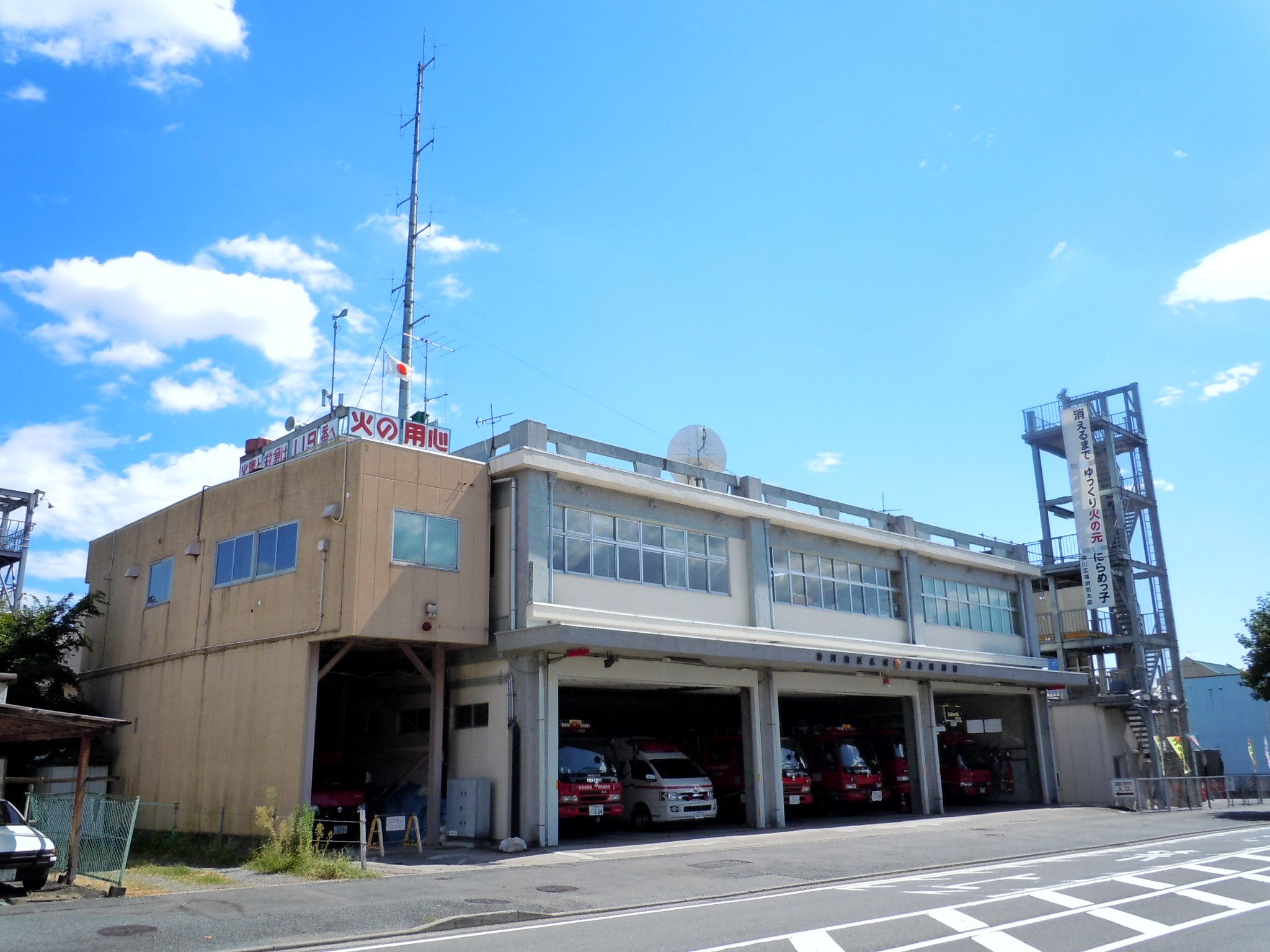
渋川広域消防本部

### 概要
- 消防本部：渋川市渋川1815-51
- 消防本部名称：渋川広域消防本部
- 管内面積：288.86km2
- 職員定数：165名
- 消防署1カ所、分署4カ所
- 主力機械（2024年3月28日現在）
  - 救助工作車（救助II型）：1
  - 水槽付消防ポンプ自動車（水I-B型）：4
  - 小型水槽付消防ポンプ自動車（CD-I型）：1 (水850L積載)
  - 梯子付消防ポンプ自動車（24m級、先端屈折30m級）：2
  - 化学消防ポンプ自動車（化学II型）：2 (うちA-1級ポンプ搭載1)
  - 指揮車（支援IV型）：1 (ドローン積載)
  - 災害対応多目的支援車（支援II型）：1
  - 資機材搬送車：1
  - 人員搬送車：1
  - 高規格救急自動車：7
  - 連絡車：9 （うち火災調査車1、雪害対策用車1）

### 沿革
- 1971年9月　渋川地区広域市町村圏振興整備組合を設立。
- 1972年4月　渋川市消防本部・渋川市消防署が渋川広域消防本部・渋川広域消防署へ移行し、業務開始。
- 1973年2月　西分署を開署。
- 1973年12月　南分署を開署。
- 1974年1月　梯子付き消防ポンプ自動車（24m級）を消防署に配置。
- 1975年3月　東分署を開署。
- 1976年3月　北分署を開署。
- 1977年11月　梯子付き消防ポンプ自動車（24m級）を西分署に配置。
- 1981年6月　人員機材輸送車を消防署に配置。
- 1984年6月　火災情報テレホンサービスを開始。
- 1986年12月　ポンプ付き救助工作車を消防署に配置。
- 1988年4月　消防本部組織を一部改正。警防課に通信係を設置。3課8係となる。
- 1996年6月　緊急通報ファックスの運用を開始。
- 1998年1月　初の高規格救急車を消防署に配置。
- 2000年4月　消防本部組織を一部改正。通信指令課を設置。4課8係となる。
- 2000年4月　消防署の組織を一部改正。救助小隊（特別救助隊）を設置。
- 2004年3月　高機能消防指令センターの運用を開始。
- 2006年2月　消防本部の名称を「渋川地区広域市町村圏振興整備組合消防本部」から「渋川広域消防本部」に変更。
- 2006年2月　消防署の名称を「渋川地区広域市町村圏振興整備組合消防署」から「渋川広域消防署」に変更。
- 2008年2月　西分署へ高規格救急車を配置。管内すべての救急車が高規格救急車となる。
- 2013年1月　災害対応多目的支援車を消防署に配置。
- 2013年3月　消防・救急デジタル無線（移動局系）等を整備。
- 2014年2月　化学消防自動車を南分署に配置。（消防力の整備指針見直しにより水槽付き消防ポンプ自動車から化学消防自動車に変更）
- 2014年3月　消防・救急デジタル無線（基地局系）等を整備。
- 2015年3月　消防共同指令センター機器等を整備。
- 2015年4月　高崎市・安中市消防組合ほか5一部事務組合消防指令事務協議会の設立。　（高崎市等広域・利根沼田広域・渋川広域・多野藤岡広域・富岡甘楽広域・吾妻広域）
- 2015年9月　消防救急デジタル無線共同整備完成。
- 2015年10月　たかさき消防共同指令センター試験運用開始。通信指令系統をたかさき消防共同指令センターへ移行する。
- 2015年11月　雪害対策用除雪機を全署所に配置。
- 2016年4月　消防本部組織を一部改正。通信指令課を廃止。3課7係となる。
- 2016年4月　消防署の組織を一部改正。本署に情報管理係を設置。
- 2016年4月　たかさき消防共同指令センター開所。正式運用開始。
- 2020年4月　消防本部組織を一部改正。警防課に救急係を設置。3課8係となる。
- 2022年3月　南分署を新築移転、開署する。
- 2024年3月  東分署を建替え、新庁舎を開署する。
- 2024年12月　西分署を新築移転、開署する。

### 組織
- 本部－総務課、予防課、警防課
- 消防署

### 消防署
| 消防署         | 住所              | 分署 |
| -------------- | ----------------- | --- |
| 渋川広域消防署 | 渋川市渋川1815-51 | 西：渋川市伊香保町伊香保544-208 南：北群馬郡榛東村大字山子田47-2 東：渋川市赤城町上三原田468-2 北：渋川市北牧158-1 |